# 澤列納巴爾卡 (阿爾齊茲區)
45°55′45″N 29°34′45″E / 45.92917°N 29.57917°E
澤萊納-巴爾卡（烏克蘭語：Зелена Балка）是位於烏克蘭西南部的村莊，由敖德萨州博爾赫拉德區的巴甫利夫卡市鎮負責管轄。該村始建於1944年，面積0.22平方公里，海拔高度45米，2001年人口105，人口密度每平方公里477.27人。